# Loso

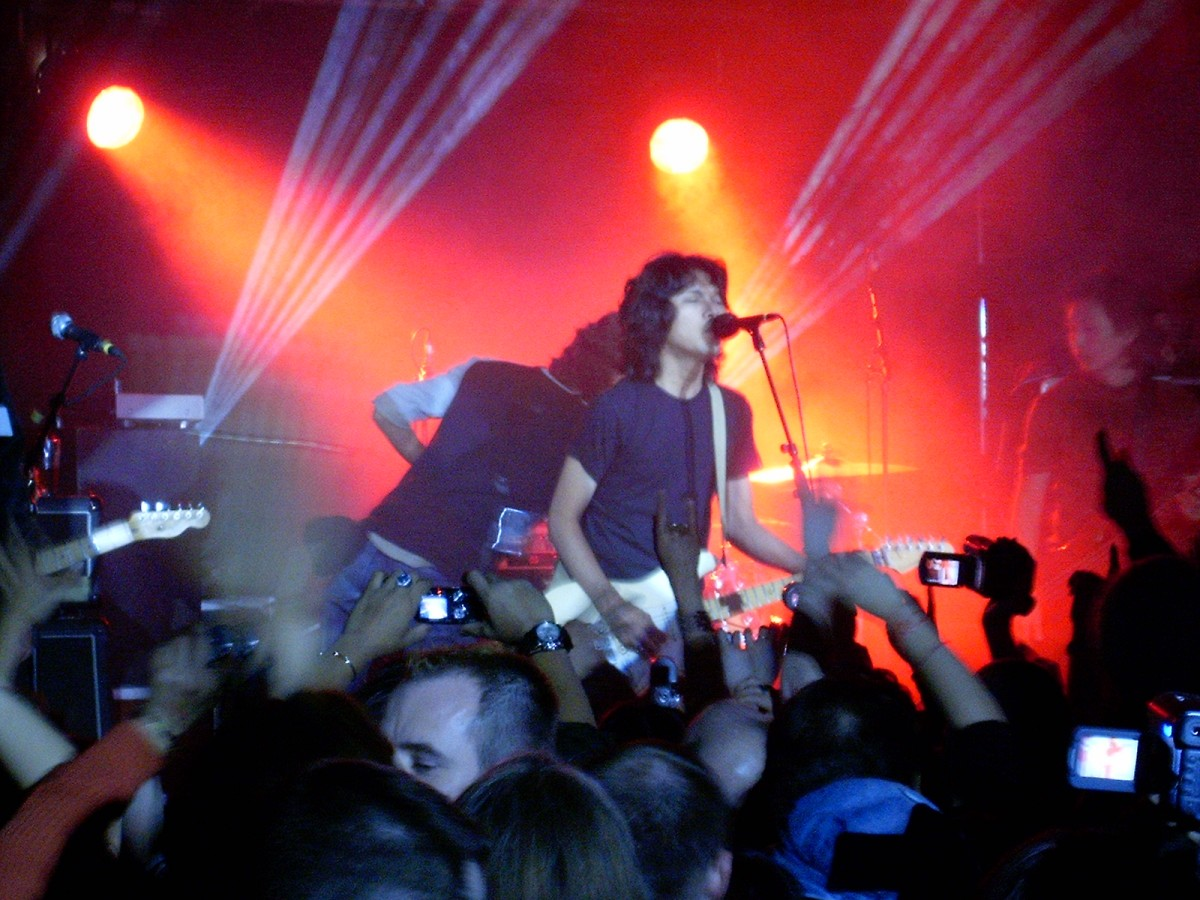
Koncert Seka Loso v Mannheimu v roce 2005

Loso (thajsky โลโซ) byla thajská rocková skupina působící v letech 1996-2003, jejíž hlavní postavou byl zpěvák, kytarista a skladatel Seksan Sukpimai, který od r. 2003 vystupuje samostatně jako Sek Loso. Název kapely (lo-so = low society) odráží původ muzikantů a je narážkou na hi-so (z angl. high society), jak se v thajském slangu označují příslušníci nejbohatší vrstvy společnosti. Loso dosáhli hned prvním albem Lo Society (1996) neuvěřitelného úspěchu, když se – pouze oficiálně – prodalo v Thajsku asi 1 a půl milionu disků. Své výsadní postavení na thajské hudební scéně potvrzovala skupina i v dalších letech velkým množstvím hitových písní, které zdomácněly nejen v Thajsku, ale i v sousedním Laosu a částečně i Kambodži. Je zároveň první thajskou rockovou kapelou, jejíž věhlas přesáhl i hranice světadílu; Loso vystoupili mj. na známém festivalu Glastonbury. Od r. 2003 hraje Sek Loso s novou doprovodnou kapelou a kromě několika dalších, vesměs rovněž velmi zdařilých thajských alb vydal v r. 2007 i jedno anglické album, natočené ve Spojených státech amerických.

## Diskografie

### Loso
- Lo Society (1996)
- Lo Society Bonus Tracks (1996)
- Redbike Story (1997) (filmový soundtrack)
- Entertainment (1998)
- Best of Loso (CD 1999)
- Rock & Roll (2000)
- Losoland (2001)
- The Red Album (2001)
- Best of Loso (Karaoke VCD, 2001)
- Loso Concert For Friends (VCD 2001)

### Sek Loso samostatně
- 7 August (2003)
- Bird Sek (2004) spolu s Birdem McIntyrem
- Bird Sek Live Concert (VCD & DVD z živého vystoupení v bangkocké Impact Areně v červenci 2004, s Birdem McIntyrem)
- Tiger (anglicky, CD singl, 2005)
- For God's Sake (anglicky, Digital Download on the iTunes Store, 2007)
- Sek Loso: The Collection (2005)
- Sood Chewit Khon Thai (VCD, 2006) živé vystoupení v bangkocké Impact Areně v dubnu 2006
- Black & White (2006)
- 10 Years Rock Vol.1 (VCD, 2006)
- 10 Years Rock Vol.2 (VCD, 2006)
- 10 Years Rock (DVD, 2006)
- Sek Loso (2009)